# 1966년 영국 총선
1966년 영국 총선은 1966년 3월 31일에 영국 하원의 의원 630명을 선출하기 위해 실시되었다. 2년 전 선거에서 과반을 고작 2석 초과해 정권을 잡은 노동당 해럴드 윌슨 내각은 지방선거와 재보선 등을 통해 과반을 상실할 위험에 처하자 국정운영의 동력을 얻기 위해 의회를 해산해 재선거를 함으로써 재신임을 물었다.

## 선거 결과
정당별 의석수
| 정당   | 의석수 |
| ------ | ------ |
| 노동당 | 364    |
| 보수당 | 253    |
| 자유당 | 12     |
| 합계   | 630    |

정당 득표율
| 정당              | 득표수     | 득표율 |
| ----------------- | ---------- | ------ |
| 노동당            | 13,096,629 | 48%    |
| 보수당            | 11,418,455 | 41.9%  |
| 자유당            | 2,327,457  | 8.5%   |
| 스코틀랜드 국민당 | 128,474    | 0.5%   |
| 공산당            | 62,092     | 0.2%   |
| 웨일스당          | 61,071     | 0.2%   |
| 공화노동당        | 26,292     | 0.1%   |
| 국민당            | 22,167     | 0.1%   |